# Limite de Roche
Em astronomia, limite de Roche é a distância mínima que pode suportar um objeto, que mantém sua estrutura unicamente por sua própria gravidade numa órbita a um corpo massivo (de maior densidade), sem começar a desintegrar-se devido às forças de maré exercidas pela força gravitacional do objeto principal. Dentro do limite de Roche, a força de gravidade que o corpo principal exerce sobre o extremo do satélite mais próximo e mais afastado excedem à força de gravidade do satélite. Devido a esse princípio, o corpo secundário poderá ser destruído pelas forças de maré. O nome de limite de Roche provém do astrônomo francês Édouard Roche, que primeiro propôs este efeito e calculou este limite teórico em 1848.

## Princípio físico
O princípio físico que rege o limite de Roche fundamenta-se na força gravitacional. Quando um sistema de menor densidade, por exemplo, uma lua, aproxima-se demasiadamente de um sistema de maior densidade, a força gravitacional exercida pelo corpo de maior densidade passa a absorver matéria do corpo de menor densidade. A aceleração da gravidade torna-se negativa na superfície alinhada na direção do sistema de maior densidade fazendo-o desintegrar-se progressivamente. Esse fenômeno é conhecido como forças de maré agindo no sistema de menor densidade. O limite de Roche pode ser aplicado principalmente a luas em torno de um planeta. Efeitos semelhantes como o Lóbulo de Roche aplicam-se a estrelas binárias muito próximas, onde há transferência de matéria de uma estrela para outra e e na colisão de galáxias, onde uma galáxia aprisiona estrelas da outra galáxia.

## Formulação teórica

### Corpos rígidos
Em corpos rígidos ou rochosos não é necessário calcular a deformação, aproximadamente elíptica do satélite devido às forças de maré. Nesse caso,
{\displaystyle d=\left(2\cdot {\frac {\rho _{M}}{\rho _{m}}}\right)^{\frac {1}{3}}\cdot R}
onde:
- {\displaystyle d} é a distância mínima do corpo secundário (satélite rígido) antes de desintegrar-se
- {\displaystyle \rho _{M}} é a densidade do corpo principal (maior densidade)
- {\displaystyle \rho _{m}} é a densidade do corpo secundário
- {\displaystyle R} é o raio do corpo principal

Em 1974, Hans Aggarwald e Vern Oberbeck aprimoraram os cálculos para a ruptura por forças de maré em corpos esferoidais sólidos, rochosos ou gelados, mantidos coesos por forças de tensão intrínsecas de seu material. Para satélites desse tipo, com diâmetros maiores do que 40 km, a distância mínima que eles podem chegar de seu planeta sem quebrar é:
{\displaystyle d\approx 1,38\cdot \left({\frac {\rho _{M}}{\rho _{m}}}\right)^{\frac {1}{3}}\cdot R}
essa formula apresenta uma pequena diferença entre a fórmula inicial {\displaystyle {\sqrt[{3}]{2}}\approx 1,26} e o valor atualizado 1,38, significando que um corpo sólido pode desintegrar-se em distâncias ligeiramente maiores que as inicialmente previstas.

### Corpos deformáveis
Em corpos deformáveis (fluidos) torna-se necessário estimar a deformação elíptica no satélite gerada pelas forças de maré. A formulação teórica, definida em 1850 pelo astrônomo francês Édouard Roche, considerando um satélite fuido que orbita um astro de maior densidade é
{\displaystyle d\approx 2,423\cdot \left({\frac {\rho _{M}}{\rho _{m}}}\right)^{\frac {1}{3}}\cdot R}
onde:l
- {\displaystyle d}, {\displaystyle \rho _{M}}, {\displaystyle \rho _{m}} e {\displaystyle R} são os mesmos dos corpos rígidos aplicados à corpos deformáveis.

### Derivação da fórmula: corpos rígidos

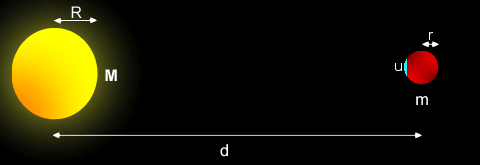
Derivação da fórmula do limite de Roche a partir de uma partícula teste.

Para determinar o limite de Roche se considera uma partícula de massa {\displaystyle u} sobre a superfície de um corpo pequeno (satélite) nas cercanias de um corpo de maior massa (planeta). A partícula {\displaystyle u} experimentará duas forças, a gravidade proveniente do satélite, que lhe faz permanecer sobre sua superfície, e a gravidade do planeta principal. Dado que o satélite está em movimento orbital, a resultante da gravidade exercida pelo planeta é unicamente a força de maré.
O empuxo da gravidade {\displaystyle F_{G}} sobre a partícula de massa {\displaystyle u} sobre o satélite de massa {\displaystyle m} e raio {\displaystyle r} pode expressar-se de acordo à lei da gravitação de Newton:
{\displaystyle F_{G}={\frac {Gmu}{r^{2}}}}
A força de maré {\displaystyle F_{T}} sobre a massa {\displaystyle u} exercida pela planeta central de raio {\displaystyle R} e a uma distância {\displaystyle d} entre os centros de massa de ambos corpos é:
{\displaystyle F_{T}={\frac {2GMur}{d^{3}}}}
Para obter esta aproximação, onde aparece o fator {\displaystyle r}, precisamos saber a diferença entre a força gravitacional do corpo de maior massa (planeta) e a partícula de massa {\displaystyle u} que distam de {\displaystyle d-r} e a força gravitacional do corpo de maior massa e a partícula de massa {\displaystyle u} que distam de {\displaystyle d}:
{\displaystyle F_{T}={\frac {GMu}{(d-r)^{2}}}-{\frac {GMu}{d^{2}}}}
{\displaystyle F_{T}=GMu{\frac {d^{2}-(d-r)^{2}}{d^{2}(d-r)^{2}}}}
{\displaystyle F_{T}=GMu{\frac {2dr-r^{2}}{d^{4}-2d^{3}r+r^{2}d^{2}}}}
Na aproximação onde {\displaystyle r<<R} e {\displaystyle R<d} podemos considerar que o termo {\displaystyle r^{2}} no numerador e os termos em {\displaystyle r} no denominador tendem a zero. O que nos dá:
{\displaystyle F_{T}=GMu{\frac {2dr}{d^{4}}}}
{\displaystyle F_{T}={\frac {2GMur}{d^{3}}}}
O limite de Roche se alcança quando o empuxo gravitacional e a força de maré se cancelam uma à outra:
{\displaystyle F_{G}=F_{T}},
ou também,
{\displaystyle {\frac {Gmu}{r^{2}}}={\frac {2GMur}{d^{3}}}}
expressão que permite calcular o limite de Roche, {\displaystyle d}:
{\displaystyle d=r\left(2M/m\right)^{\frac {1}{3}}}
Entretanto, é conveniente expressar esta equação numa forma alternativa que não dependa do raio do satélite, pelo que se reescreve esta expressão em função das densidades do planeta e o satélite.
A massa {\displaystyle M} de uma esfera de raio {\displaystyle R} é:
{\displaystyle M={\frac {4\pi \rho _{M}R^{3}}{3}}}
E analogamente para o segundo corpo:
{\displaystyle m={\frac {4\pi \rho _{m}r^{3}}{3}}}.
Substituindo ambas massas na equação do limite de Roche se obtém:
{\displaystyle d=r\left(2\rho _{M}R^{3}/\rho _{m}r^{3}\right)^{\frac {1}{3}}}
que pode simplificar-se na expressão habitual do limite de Roche.
{\displaystyle d=R\left(2\;{\frac {\rho _{M}}{\rho _{m}}}\right)^{\frac {1}{3}}}

## Derivação da fórmula: corpos deformáveis não esféricos
Uma expressão algo mais precisa para o limite de Roche deveria levar em conta as deformações produzidas no satélite pelas forças de maré. Nestes casos o satélite seria deformado em um esferoide elíptico. O cálculo exato não pode realizar-se analiticamente. Historicamente Roche derivou uma aproximação numérica para este problema.
{\displaystyle d\approx 2,44R\left({\frac {\rho _{M}}{\rho _{m}}}\right)^{\frac {1}{3}}}
Com a ajuda de ordenadores é possível encontrar uma aproximação melhor
{\displaystyle d\approx 2,423R\left({\frac {\rho _{M}}{\rho _{m}}}\right)^{\frac {1}{3}}\left({\frac {(1+{\frac {m}{3M}})+{\frac {c}{3R}}(1+{\frac {m}{M}})}{1-{\frac {c}{R}}}}\right)^{\frac {1}{3}}}
onde {\displaystyle c/R} é um fator que expressa o grau de deformação do corpo principal.

## O limite de Roche em exemplos do Sistema Solar
A tabela abaixo mostra a densidade média e o raio equatorial de diferentes objetos do Sistema Solar.
| Corpo   | Densidade (kg/m³) | Raio (m)    |
| ------- | ----------------- | ----------- |
| Sol     | 1.400             | 695.000.000 |
| Júpiter | 1.330             | 71.500.000  |
| Terra   | 5.515             | 6.376.500   |
| Lua     | 3.340             | 1.737.400   |

Com estes dados, o limite de Roche para corpos rígidos e corpos deformáveis pode ser facilmente calculado. A densidade media dos cometas pode considerar-se em torno de 500 kg/m³.
O verdadeiro limite de Roche depende da flexibilidade do satélite, pelo que estará em algum ponto intermediário entre os limites calculados para o corpo rígido e o corpo perfeitamente deformável que se calculou anteriormente. Se o corpo central maior possui uma densidade inferior à metade do corpo orbitante, o limite de Roche se alcança abaixo do raio do planeta e o satélite não pode alcançar tal limite. Este é o caso, por exemplo, do limite de Roche para o sistema Sol-Terra. A seguinte tabela dá os limites de Roche expressos em metros e em raios do corpo central.
| Corpo | Satélite | Limite de Roche (rígido) | Limite de Roche (rígido) | Limite de Roche (não rígido) | Limite de Roche (não rígido) |
| Corpo | Satélite | Distância (m)            | Raio                     | Distância (m)                | Raio                         |
| ----- | -------- | ------------------------ | ------------------------ | ---------------------------- | ---------------------------- |
| Terra | Lua      | 9.495.665                | 1,49                     | 18.261.459                   | 2,86                         |
| Terra | Cometa   | 17.883.432               | 2,80                     | 34.392.279                   | 5,39                         |
| Sol   | Terra    | 554.441.389              | 0,80                     | 1.066.266.402                | 1,53                         |
| Sol   | Cometa   | 1.234.186.562            | 1,78                     | 2.373.509.071                | 3,42                         |

### Satélites
É interessante considerar o próximo ou distante que se encontram as diferentes luas do Sistema Solar de seus limites de Roche. A seguinte tabela dá o raio orbital de cada satélite dividido por seus limites de Roche nos dois casos de corpo rígido e flexível. Nos casos dos planetas gigantes só se consideram os satélites interiores menores. Os satélites principais como Io em Júpiter ou Titã em Saturno se encontram a distâncias muito superiores a seus limites de Roche.
| Corpo central | Satélite  | Raio Orbital: Limite de Roche | Raio Orbital: Limite de Roche |
| Corpo central | Satélite  | (Rígido)                      | (Não Rígido)                  |
| ------------- | --------- | ----------------------------- | ----------------------------- |
| Sol           | Mercúrio  | 104:1                         | 54:1                          |
| Terra         | Lua       | 41:1                          | 21:1                          |
| Marte         | Fobos     | 171%                          | 89%                           |
| Marte         | Deimos    | 456%                          | 237%                          |
| Júpiter       | Metis     | 191%                          | 99%                           |
| Júpiter       | Adrasteia | 192%                          | 100%                          |
| Júpiter       | Amaltéia  | 178%                          | 93%                           |
| Júpiter       | Tebe      | 331%                          | 172%                          |
| Saturno       | Pan       | 177%                          | 92%                           |
| Saturno       | Atlas     | 182%                          | 95%                           |
| Saturno       | Prometeu  | 185%                          | 96%                           |
| Saturno       | Pandora   | 188%                          | 98%                           |
| Saturno       | Epimeteu  | 198%                          | 103%                          |
| Urano         | Cordélia  | 155%                          | 81%                           |
| Urano         | Ofélia    | 168%                          | 87%                           |
| Urano         | Bianca    | 184%                          | 96%                           |
| Urano         | Créssida  | 193%                          | 100%                          |
| Neptuno       | Náiade    | 144%                          | 75%                           |
| Neptuno       | Talassa   | 149%                          | 78%                           |
| Neptuno       | Despina   | 157%                          | 82%                           |
| Neptuno       | Galateia  | 184%                          | 96%                           |
| Neptuno       | Larissa   | 219%                          | 114%                          |
| Plutão        | Caronte   | 13:1                          | 6,8:1                         |

É interessante constatar como os satélites menores dos planetas gigantes se encontram próximo de seus limites de Roche, sendo sua estrutura mantida por forças internas de coesão e não unicamente por sua gravidade. Na região dominada por anéis, como os anéis de Saturno, é impossível a agregação das partículas em corpos maiores porque seriam desagregados pelos efeitos da força de maré. Estes satélites tiveram provavelmente sua origem em regiões mais afastadas dos planetas gigantes e seus órbitas foram modificadas posteriormente talvez pela interação gravitacional dos demais satélites. Alternativamente, talvez tenham sido formados em regiões próximas a suas posições atuais quando os planetas centrais todavia estavam em plena formação e tenham uma massa inferior. Este segundo cenário resulta entretanto menos provável.